# Circuito de Clady
El circuito de Clady situado en el Condado de Antrim (Irlanda del Norte), Irlanda del Norte era un Circuito de carreras rutero utilizado en los Grandes premios del Úlster. Se usó entre 1922 y 1939 y en una versión más corta entre 1947 y 1952.

## Historia
El circuito de Clady, (en irlandés: Clóidigh; i.e. Río lavandería) Fue usado por primera vez en 1922 para el Gran Premio del Úlster, tenía 20.5 millas (33 km) de longitud en el condado de Antrim. La línea de salida del circuito original estaba cerca de la escuela primaria de Loanends en la carretera secundaria B39 de Antrim a Belfast. El evento realizado en carreteras públicas cerradas al tráfico para la carrera, incluyendo la «recta de las siete millas» en la carretera secundaria B39, entre Antrim y la curva de Clady incluyendo Christy's Brae, la carretera principal A52 de Belfast a Crumlin entre la curva de Clady y la cabaña de Thorn, una carretera terciaria al norte de la cabaña de Thorn hasta Greenmount cerca de Antrim (incluyendo una sección del aeródromo de la RAF de Aldergrove) y desde Greenmount hasta la curva Muckamore y el cruce de la B39 volviendo a la «recta de las siete millas».
El circuito de clady se acortó en 1947 a una longitud de 26,5 km, eliminando la sección de Aldergrove desde la cabaña Thorn a Greenmount. El circuito de Clady corto discurría desde la curva Clady a la curva Nutts en la carretera principal A52 de Belfast a la carretera a Crumlin, Utilizando una porción de la carretera principal A26 de Banbridge a Coleraine desde la curva Nutts a la casa Muckamore cerca de Antrim. Para la temporada de 1953 se abandonó el circuito del Clady para la competición y se trasladó el Gran premio del Úlster al cercano circuito de Dundrod en el mismo condado de Antrim.

## Récord de velocidad y de vuelta
El récord de vuelta para el circuito de Clady corto es de nueve minutos y veintiún segundos a una velocidad media de 170,5 km/h establecido por Les Graham pilotando una MV Agusta de 500 cc durante el Gran Premio de 1952. El récord de vuelta para el circuito original de Clady entre 1922-1939 es de doce minutos y diecisiete segundos con ocho décimas, a una velocidad media de 161 km/h establecido por Dorino Serafini pilotando una Gilera de 500 cc durante el Gran Premio de 1939. El récord de velocidad para el circuito de Clady corto es una velocidad media de 160,6 km/h establecido por Cromie McCandless pilotando una Gilera de 500 cc también durante el Gran Premio de 1952.